# Передвижная дробильно-сортировочная установка
Передвижная дробильно-сортировочная установка — (англ. crusher – grader) комплекс оборудования, предназначенного для первичной переработки и подготовки добытой горной массы к промышленному использованию, включающее в себя дробилки крупного и среднего дробления, грохоты, конвейеры и т. д., позволяющее осуществлять поточную технологию и комплексную механизацию открытых и подземных работ.

## Характеристики передвижных дробильно-сортировочных установок
- производительность — до 270 т/ч
- общий вес — от 30000 кг
- размер входного материала — от 80 мм
- размер входного отверстия дробилки — от 900×578 мм
- объём загрузочного бункера — от 4 м³
- диаметр ротора — от 1200 мм
- ширина ротора — от 950 мм
- мощность двигателя — от 220 кВт

## Применение передвижных дробильно-сортировочных установок
- осуществление поточной технологии обогащения породы
- комплексная механизация открытых и подземных горных работ

## Рабочие инструменты передвижных дробильно-сортировочных установок
- дробилки крупного дробления
- дробилки среднего дробления
- грохоты
- конвейеры

## Классификация передвижных дробильно-сортировочных установок
по производительности
- передвижные дробильно-сортировочные установки малой производительности (до 10 т/ч)
- передвижные дробильно-сортировочные установки средней производительности (до 50 т/ч)
- передвижные дробильно-сортировочные установки большой производительности (от 50 т/ч)

по виду исполнения
- перемещаемые передвижные дробильно-сортировочные установки
- самоходные передвижные дробильно-сортировочные установки
- сборно-разборные передвижные дробильно-сортировочные установки

по числу агрегатов
- одноагрегатные передвижные дробильно-сортировочные установки
- двухагрегатные передвижные дробильно-сортировочные установки
- многоагрегатые передвижные дробильно-сортировочные установки

по виду привода машин
- передвижные дробильно-сортировочные установки с электрическим приводом
- передвижные дробильно-сортировочные установки с дизельным приводом
- передвижные дробильно-сортировочные установки с комбинированным приводом